# Ảo thuật gia đấu trí
Ảo thuật gia đấu trí là một bộ phim thể loại chính kịch, kinh dị tâm lý sản xuất năm 2006 do đạo diễn Christopher Nolan dựa trên kịch bản chuyển thể của em trai ông Jonathan Nolan từ tác phẩm cùng tên của tác giả Christopher Priest. Tác phẩm của Priest đã thắng giải World Fantasy Award năm 1995.
Câu chuyện trong The Prestige kể về Robert Angier và Alfred Borden, hai nhà ảo thuật gia tài năng sống tại London cuối thế kỷ 19, nhưng luôn đối địch nhau. Do bị ám ảnh với việc luôn phải tạo ra các tiết mục ảo thuật mới và hay nhất nhằm thu hút người xem và đánh bại đối thủ của mình, Angier và Borden đã bị cuốn vào một cuộc cạnh tranh một mất một còn với kết cục bi thảm.
Bộ phim do điện ảnh Anh - Mỹ hợp tác sản xuất có sự góp mặt của Hugh Jackman trong vai Robert Angier, Christian Bale thủ vai Alfred Borden và David Bowie thủ vai Nikola Tesla. Phim còn có sự tham gia của các ngôi sao Michael Caine, Scarlett Johansson, Piper Perabo, Andy Serkis và Rebecca Hall. Bộ phim là sự tái hợp của đạo diễn Nolan cùng với các diễn viên Christian Bale và Michael Caine từ Batman Begins, và sự trở lại của nhà quay phim Wally Pfister, nhà sản xuất thiết kế Nathan Crowley, người soạn nhạc phim David Julyan và biên tập phim Lee Smith.
The Prestige được phát hành vào ngày 20/10/2006, nhận được nhiều đánh giá tích cực, cùng đề cử giải Oscar cho giải Quay phim xuất sắc nhất và Chỉ đạo nghệ thuật xuất sắc.

## Cốt truyện
Năm 1890 ở London, Vương quốc Anh, Robert Angier và Alfred Borden làm thợ học việc cho một ảo thuật gia đã thành danh, dưới sự hướng dẫn của John Cutter (một kỹ sư kiêm thiết kế sân khấu ảo thuật). Trong một màn ảo thuật Chinese Water Torture Cell (trốn thoát khỏi một bể nước khi bị trói), Alfred Borden đã sử dụng một nút thắt khác với thông thường để trói người vợ Julia của Robert Angier, cô đã không kịp tháo nút thắt này để trốn thoát và chết đuối. Từ đó Angier và Borden trở thành kẻ thù của nhau.
Angier và Borden tách ra tìm kiếm sự nghiệp riêng, họ luôn tìm cách phá buổi biểu diễn của nhau. Một lần Angier đã làm đứt hai ngón tay của Borden trong màn ảo thuật bắt viên đạn đang bay. Sau đó, Borden nghĩ ra một màn ảo thuật tên là Người dịch chuyển (The transported man), Borden dường như dịch chuyển tức thời giữa hai tủ quần áo nằm ở hai đầu đối diện sân khấu. Màn ảo thuật này mang đến thành công cho Borden. Không thể nhận ra bí quyết của Borden, Angier đành phải thuê một thế thân tên là Gerald Root để cải trang giống hệt mình thực hiện màn ảo thuật Người dịch chuyển. Tuy nhiên Angier vẫn không hài lòng, vì anh phải trốn dưới sàn sân khâu trong khi thế thân Root đắm mình trong tiếng vỗ tay của khán giả. Gã Root này sau đó càng ngày càng khinh thường Angier và làm phách.
Robert Angier nhờ trợ lý của mình Olivia (do Scarlett Johansson thủ vai) làm gián điệp để lấy được bí mật của Borden, nhưng Olivia đã đem lòng yêu Borden. Với sự giúp đỡ của Olivia, Borden đã làm Angier bị gãy chân trong chính màn biểu diễn Người dịch chuyển của anh. Olivia dưới sự chỉ đạo của Borden, đưa cuốn sổ chứa bí mật của Borden cho Angier. Do cuốn sổ viết bằng mật mã, Angier bắt cóc kỹ sư sân khấu Fallon của Borden, Borden buộc phải đưa mật mã giải cuốn sổ của mình là "Nikola Tesla".
Ngay lập tức, Angier bán tài sản của mình để sang Mỹ gặp Nikola Tesla, nhà khoa học mà Angier tin là đã chế tạo máy dịch chuyển cho Borden. Tuy nhiên sự thực cuốn sổ là cái bẫy, Tesla thì đang bị truy bắt bởi người của Thomas Edison, Tesla coi Angier như người hỗ trợ tài chính cho những thí nghiệm của ông. Chiếc máy của Tesla, không thể dịch chuyển đồ vật, mà nó nhân bản bất kỳ thứ gì và đặt nó cách một quãng ngắn. Tesla giao máy đó cho Angier để chứng minh ông không ăn cắp tiền của Angier đồng thời đốt phòng thí nghiệm và rời đi. Tesla còn khuyên Angier hủy cỗ máy sau khi đạt được mục đích, vì cỗ máy sẽ chỉ mang lại cho Angier sự đau khổ.
Trong lúc đó ở Anh, vợ Borden phát hiện Borden ngoại tình với cô trợ lý Olivia, quá phẫn uất cô thắt cổ tự tử. Olivia nhận ra Borden chỉ quan tâm đến mối thù với Angier chứ không yêu thương gì cô, cô bỏ đi. 

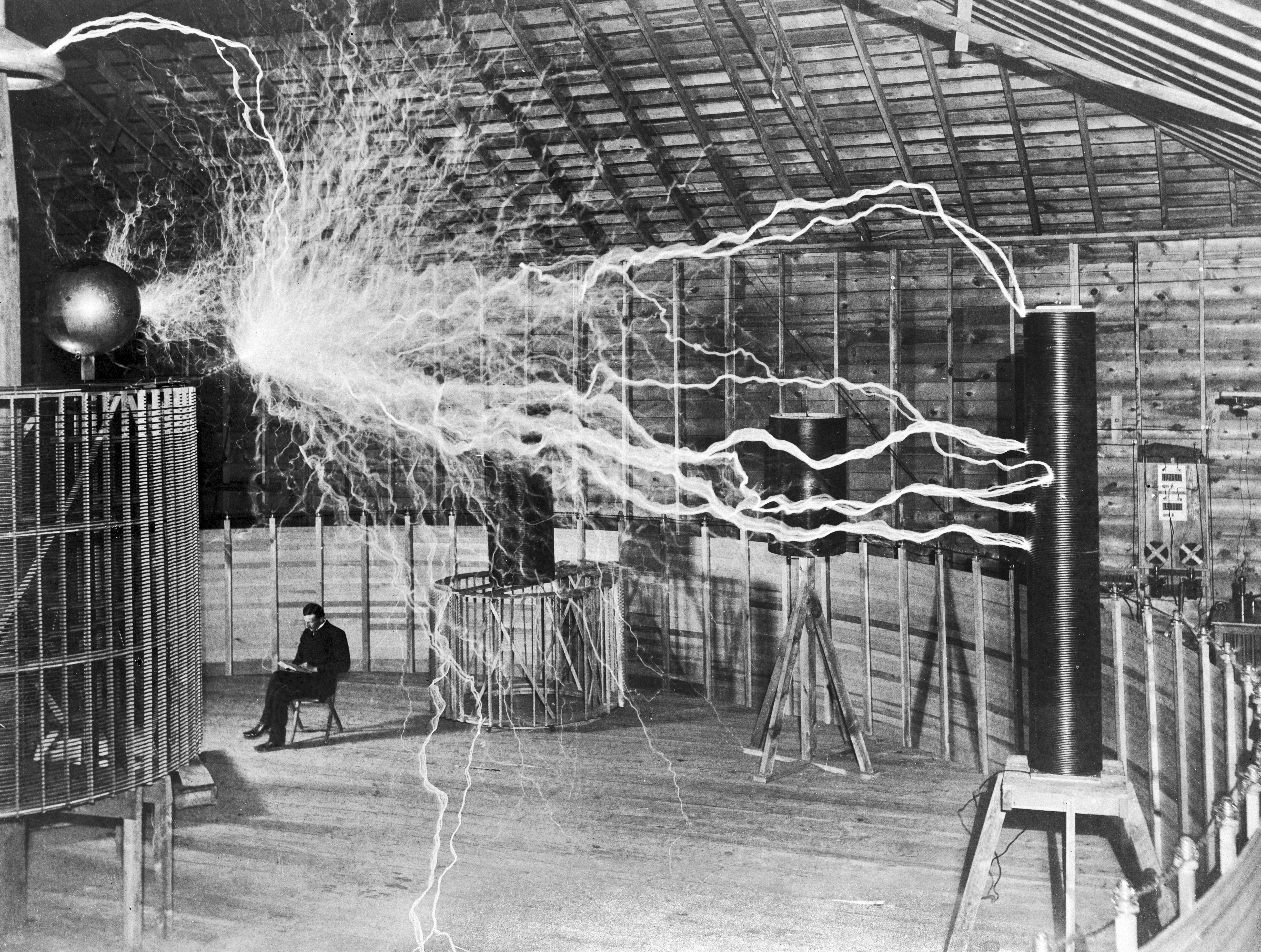
Chiếc máy điện dùng cho màn ảo thuật Người dịch chuyển của Angier do Nikola Tesla chế tạo, với công dụng viễn tưởng trong phim là nhân bản vật thể.

Trở về London với chiếc máy, Angier thực hiện màn ảo thuật Người dịch chuyển gây tiếng vang lớn, cùng sự hỗ trợ từ kỹ sư sân khấu John Cutter. Borden tò mò và lẻn vào sân khấu của Angier và phát hiện ra Angier bị rơi vào 1 bể nước và chết đuối trong đó. Borden bị bắt và giao cho cảnh sát vì nghi ngờ giết Angier. Không thể chứng minh mình vô tội, Borden bị xử treo cổ.
Trong tù, Borden liên tục được một người giàu có tên là Caldlow giấu mặt đến thăm, Caldlow mua lại toàn bộ tài sản và cỗ máy ảo thuật của Angier, giành quyền chăm sóc con gái Jess của Borden và bắt Borden chép lại toàn bộ bí mật các vở ảo thuật của anh. Borden chấp thuận, Caldlow lộ mặt và Borden bàng hoàng khi đó chính là Angier, anh ta chưa hề chết. Borden cầu xin được sống, nhưng Angier rời đi với Jess. John Cutter khi biết chuyện vô cùng chán ghét Angier, nhưng đồng ý giúp Angier phá hủy cỗ máy của Tesla. Borden sau đó bị treo cổ.
Trong đêm phá hủy cỗ máy ở nhà hát, Angier bảo Cutter rằng anh sẽ tự tay làm việc đó. Một người lạ dùng súng bắn Angier. Trong lúc hấp hối, Angier bàng hoàng khi nhận ra kẻ bắn mình là Borden, hắn ta vẫn chưa chết? Borden giải thích sự thật kinh hoàng cho Angier rằng anh ta có 1 người anh em sinh đôi nữa, chính là Fallon, họ giống nhau như đúc nhưng Fallon cải trang thêm râu tóc. Hai anh em Borden đã biểu diễn trò Người dịch chuyển cùng với nhau, một người yêu và cưới vợ Sarah Borden, có con gái Jess, còn một người thì yêu Olivia. Cái máy của Tesla khi sử dụng sẽ tạo ra một bản sao của Angier, Angier buộc phải giết bản sao này bằng cách cho nó chết đuối trong bể nước giấu dưới sân khấu, qua đó lừa Borden vào bẫy.
Angier cuối cùng bị người anh em sinh đôi còn lại của Borden bắn chết, đèn dầu rơi xuống, đốt cháy chiếc máy Tesla, nhà hát cũng như hàng chục bể nước chứa những bản sao đã chết của Angier.
Cái giá phải trả ở đây quá đắt, từ hai người bạn, họ trở thành kẻ thù. Sau cùng thì một người chết, một người mất đi người anh em của mình. Chính sự hận thù và tham vọng mù quáng đã kéo họ vào một vòng xoáy tàn sát bất tận.

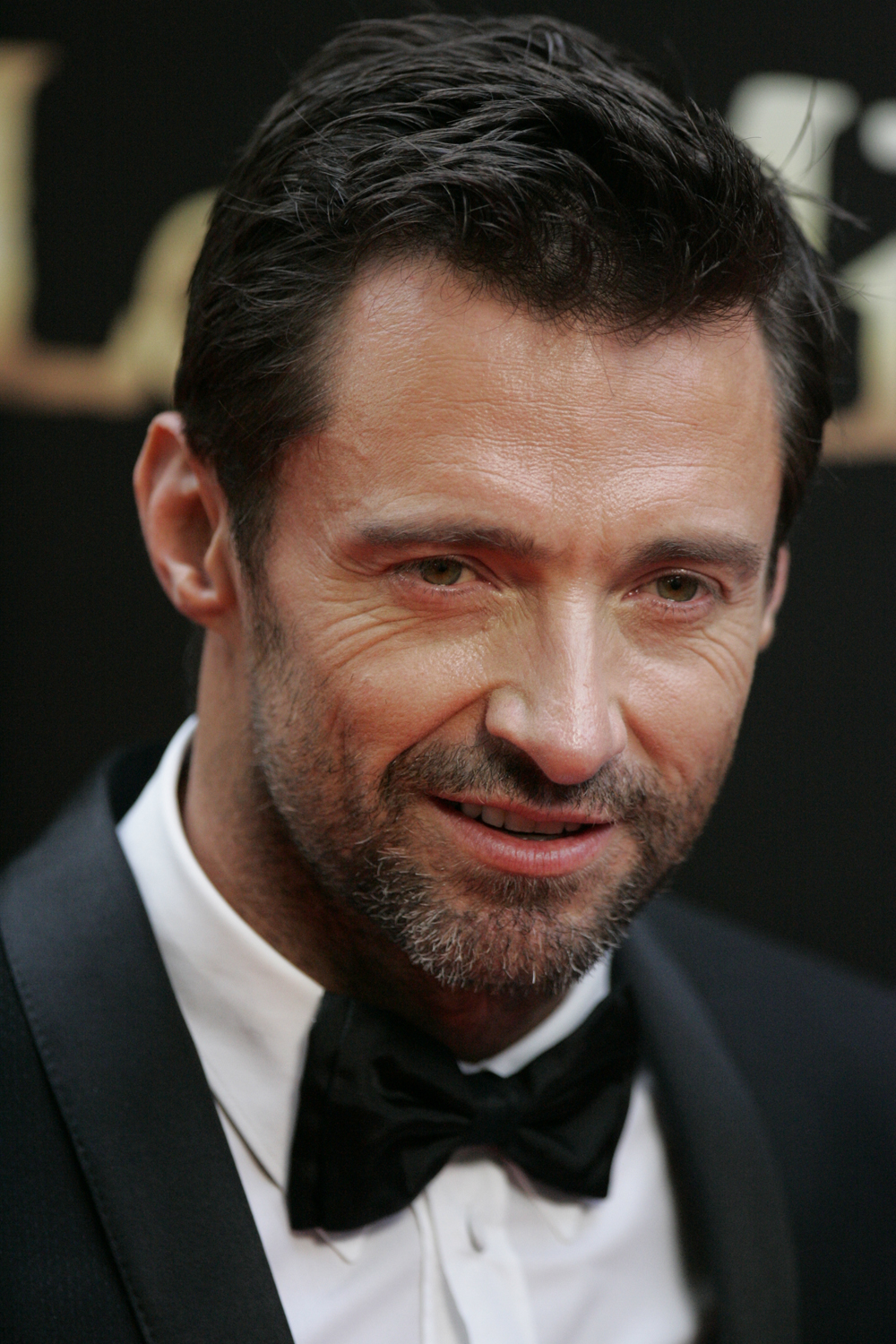
Hugh Jackman trong vai nhà ảo thuật Robert Angier

## Dàn diễn viên
- Hugh Jackman trong vai Robert Angier (nghệ danh The Great Danton) / Lord Caldlow.
- Christian Bale trong vai Alfred Borden (nghệ danh Giáo sư) / Fallon,
- Michael Caine trong vai John Cutter, kỹ sư sân khấu.
- Piper Perabo trong vai Julia McCullough, trợ lý của nhà ảo thuật Milton và vợ của Angier.
- Rebecca Hall trong vai Sarah Borden, vợ của Borden.
- Scarlett Johansson trong vai Olivia Wenscombe, trợ lý và người yêu của Borden.
- David Bowie trong vai Nikola Tesla, nhà phát minh ngoài đời thực.
- Andy Serkis trong vai ông Alley, trợ lý của Tesla.
- Ricky Jay trong vai Milton the Magician, một pháp sư lớn tuổi sử dụng Angier và Borden khi bắt đầu sự nghiệp.
- Roger Rees trong vai Owens, một luật sư làm việc cho Lord Caldlow.
- W. Morgan Sheppard trong vai Merrit, chủ sở hữu của một nhà hát nơi Angier ban đầu biểu diễn.
- Daniel Davis là thẩm phán chủ tọa phiên tòa của Borden.

## Nhạc phim OST
Nhạc phim được viết bởi nhạc sĩ và nhà soạn nhạc người Anh David Julyan. Julyan trước đây đã cộng tác với đạo diễn Christopher Nolan trong các phim Following 1998, Memento và Insomnia. Nhạc phim có ba phần: cam kết mở đầu, cao trào và bùng nổ (the Pledge, the Turn and the Prestige), giống như trình tự một vở ảo thuật.

## Ảnh hưởng tại Việt Nam
Bộ phim được yêu thích tại Việt Nam. Mới đây bộ phim The Prestige là chủ đề cảm hứng cho MV ca nhạc "Thuận theo Ý trời" của ca sĩ Bùi Anh Tuấn (https://www.youtube.com/watch?v=b1UtffzfG64). Trong MV, Bùi Anh Tuấn có một người anh em sinh đôi giống nhau như đúc, thành công với trò ảo thuật Người dịch chuyển, 1 người đã chết trong màn Chinese Water Torture Cell (trốn thoát khỏi một bể nước khi bị trói).